# Euconocephalus cristovallensis
Euconocephalus cristovallensis är en insektsart som först beskrevs av Xavier Montrouzier 1855.  Euconocephalus cristovallensis ingår i släktet Euconocephalus och familjen vårtbitare. Inga underarter finns listade i Catalogue of Life.